# Burj Al-Alam
Burj al-Alam (àrab: برج العالم, Burj al-ʿĀlam, ‘Torre del Món’) és un gratacel de la ciutat de Dubai, Emirats Àrabs Units, encara en construcció, amb una altura prevista de 501 metres (que serà el quart més alt del món si s'inclouen les antenes), situat a la Business Bay de Dubai. Tindrà 74 pisos d'oficines i 27 d'apartaments, i superarà a altres gratacels en construcció o construïts a Dubai excepte al Burj Dubai.